# Alucita acascaea
Alucita acascaea är en fjärilsart som beskrevs av Turner 1913. Alucita acascaea ingår i släktet Alucita och familjen mångfliksmott, (Alucitidae). Inga underarter finns listade i Catalogue of Life.